# Batalha de Rocourt

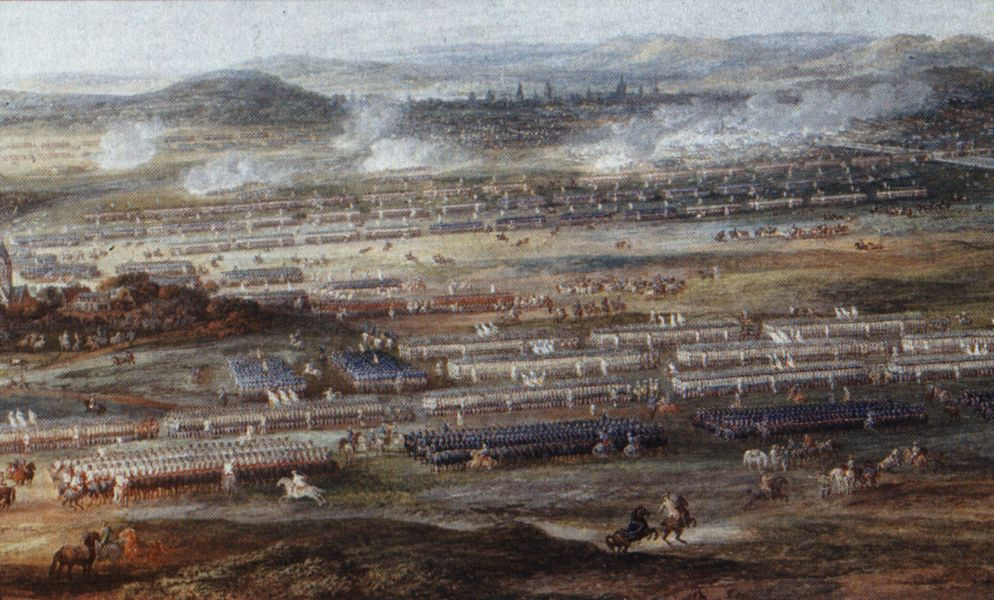
A batalha de Rocourt

A Batalha de Rocourt (11 de outubro de 1746) foi uma vitória da França sobre uma aliança dos exércitos austríaco, britânico, e de Hanôver ao povo de Rocourt fora de Liège durante a Guerra da Sucessão Austríaca.
O embate ocorreu durante a Guerra da Sucessão Austríaca, em Rocourt ou Rocoux, perto de Liège, na Bélgica moderna. Apresentava um exército francês sob o marechal Saxe e uma força combinada britânica, holandesa, alemã e austríaca liderada por Carlos de Lorena, John Ligonier e príncipe Waldeck. A batalha terminou a campanha de 1746 e os dois exércitos entraram nos aposentos de inverno.
A França estava lutando para financiar a guerra e abriu negociações bilaterais de paz com a Grã-Bretanha no Congresso de Breda em agosto de 1746. Rocoux foi um sucesso tático que confirmou o controle francês da Holanda austríaca, mas Saxe não conseguiu a vitória decisiva necessária para terminar a guerra.

## História

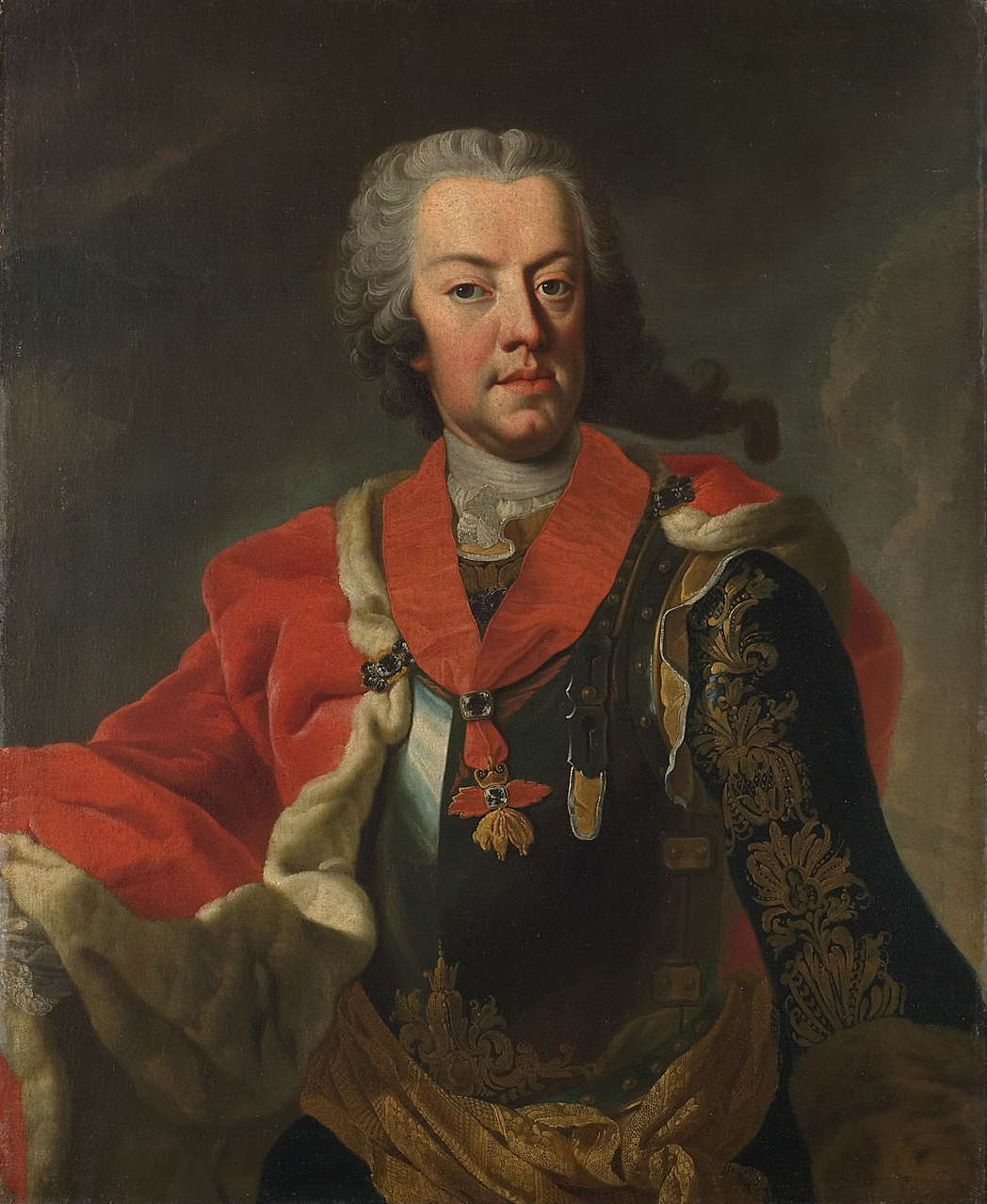
Charles of Lorraine, Governados-General da Holandeses-australianos

Quando a Guerra da Sucessão Austríaca começou em 1740, a Grã-Bretanha estava travando a Guerra da Orelha de Jenkins com a Espanha e de 1739 a 1742, sua principal área de operações era no Caribe. Tropas britânicas e holandesas inicialmente lutaram contra a França como parte do exército de Hannover; A França declarou guerra à Grã-Bretanha apenas em março de 1744, a República Holandesa permaneceu oficialmente neutra até 1747.
A vitória francesa em Fontenoy, em abril de 1745, foi seguida pela captura dos principais portos de Oostende, Gante e Nieuport, enquanto o levante jacobita de 1745 forçou a Grã-Bretanha a transferir tropas para a Escócia. Nos primeiros meses de 1746, os franceses tomaram Louvain, Bruxelas e Antuérpia; Reforçado por esses sucessos, o Ministro das Relações Exteriores d'Argenson enviou propostas de paz para a Grã-Bretanha.
Como nas guerras anteriores, as vitórias francesas no campo de batalha na Flandres não conseguiram um resultado decisivo e os britânicos esperavam recuperar sua posição. Com a derrota do Levante em abril, Earl Ligonier retornou da Escócia para assumir o comando das tropas hanoverianas e britânicas. No entanto, seus aliados permaneceram na guerra apenas devido aos subsídios britânicos; A Áustria tinha pouco interesse na Holanda austríaca, adquirida em 1713 apenas porque nem os britânicos nem os holandeses permitiriam que o outro a controlasse. O Tratado de Dresden de dezembro de 1745 encerrou a Segunda Guerra da Silésia com a Prússia, e procuraram minimizar as perdas, enquanto os holandeses também estavam ansiosos para terminar a guerra. Esses fatores tiveram um papel importante na campanha de 1746, que terminou em Rocoux.

## A Batalha
Muitas vezes referida como Flandres, a Holanda austríaca era uma área compacta com 160 quilômetros de largura, o ponto mais alto a apenas 100 metros acima do nível do mar e dominado por canais e rios. Até o século XIX, os bens comerciais e militares eram amplamente transportados por água e guerras nesse teatro, em geral lutando pelo controle de rios como Lys, Sambre e Meuse.
Entre fevereiro e julho de 1746, os franceses tomaram Bruxelas, Antuérpia, Lovaina e Mons, depois se mudaram para aqueles ao longo do rio Meuse, começando com Charleroi (ver Mapa). Em meados de julho, o Exército Pragmático se preparou para defender Namur; deixando o príncipe de Conti para terminar com Charleroi, Saxe cortou suas linhas de suprimento, forçando-os a recuar. No final de setembro, Namur havia caído e os Aliados se mudaram para proteger Liège, a próxima cidade no Meuse. Ancorada à esquerda pelos subúrbios de Liège, a linha Aliada atravessava Rocoux até o rio Jeker; os holandeses sob Waldeck seguravam a esquerda, os britânicos e alemães [a] no centro e os austríacos à direita.
O exército francês entrou em contato com os postos avançados austríacos por volta das 18:00 de 10 de outubro; eles pararam a noite e acamparam em frente a Liège. Sabendo que estavam em menor número, Carlos da Lorena ordenou que o trem de bagagem atravessasse o rio Meuse para permitir uma retirada ordenada e as tropas de Ligonier fortificaram as aldeias de Rocoux, Varoux e Liers. Saxe decidiu atacar a esquerda e o centro aliados, deixando uma pequena força de triagem para cobrir o setor austríaco, que era protegido por uma série de valas e barrancos. Maurice de Saxe Uma noite de chuva pesada foi seguida por uma névoa espessa, atrasando os franceses até as 10 horas.
Sua artilharia abriu fogo contra as posições britânicas e holandesas, enquanto duas colunas lideradas por Clermont-Tonnerre e Lowendahl prepararam um ataque frontal. Depois que as autoridades de Liège abriram os portões, um terço de De Contades passou pela cidade e flanqueou Waldeck, que re-alinhou suas tropas para enfrentar esta ameaça. Esses movimentos significavam que o ataque francês só começou às 15:00; os holandeses resistiram fortemente, principalmente ao redor da vila de Ance, que finalmente perderam após duas horas de combates pesados.
Os contra-ataques da cavalaria holandesa permitiram que a infantaria recuasse em boa ordem. Um segundo ataque francês foi feito contra as tropas britânico-alemãs no centro, que foram expulsas de suas posições fortificadas em Rocoux e Vercoux, e depois se reagruparam. Embora Von Zastrow tenha mantido Liers, holandês, britânico e a infantaria alemã retirou-se para o Meuse, coberto pelos austríacos, que não estavam diretamente envolvidos. Mais tarde, George II criticou Carlos de Lorena por supostamente não apoiar os britânicos e holandeses, mas Ligonier disse que agiu de acordo com o plano acordado pela liderança aliada na noite anterior. Saxe decidiu que era tarde demais para continuar o ataque e permitiu que os Aliados se retirassem. Britânicos, alemães e holandeses atravessaram o rio Meuse em três pontes de pontão; os austríacos retiraram-se sobre o Jeker, depois foram para Maastricht.

## Resultado da Batalha
Rocoux levou à captura de Liège e abriu caminho para um ataque à República Holandesa, mas não conseguiu uma vitória decisiva; Saxe foi mais tarde criticado por isso pelo príncipe de Conti, que não participou da campanha de 1747 como resultado.
Liderada pelo Marquês de Puisieux, a França iniciou negociações bilaterais com a Grã-Bretanha em Breda, em agosto de 1746. Elas ocorreram lentamente, já que o enviado britânico Lord Sandwich estava sob instruções para adiar, esperando que sua posição na Flandres melhorasse. Na Convenção de Haia de janeiro de 1747, a Grã-Bretanha concordou em financiar as forças austríacas e da Sardenha na Itália e um exército aliado de 140.000 na Flandres, aumentando para 192.000 em 1748.
No entanto, no final de 1746, as forças austríacas haviam expulsado as tropas espanholas de Bourbon do norte da Itália e nem a França nem a Espanha podiam se dar ao luxo de continuar financiando sua campanha. Com a remoção dessa ameaça, Maria Teresa da Áustria desejou que a paz reestruturasse sua administração e supostamente usou seus subsídios britânicos para pagar projetos de infraestrutura em Viena. A Grã-Bretanha convenceu seus aliados a fazer um último esforço na Flandres, mas isso terminou com a derrota em Lauffeld, em julho de 1747.